# Inre-Långträsket
Inre-Långträsket är en sjö i Norsjö kommun i Västerbotten och ingår i Skellefteälvens huvudavrinningsområde. Sjön har en area på 1,09 kvadratkilometer och ligger 224,3 meter över havet. Sjön avvattnas av vattendraget Karsbäcken.

## Delavrinningsområde
Inre-Långträsket ingår i det delavrinningsområde (720198-169212) som SMHI kallar för Utloppet av Inre-Långträsket. Medelhöjden är 261 meter över havet och ytan är 5,68 kvadratkilometer. Räknas de 26 avrinningsområdena uppströms in blir den ackumulerade arean 163,77 kvadratkilometer. Karsbäcken som avvattnar avrinningsområdet har biflödesordning 2, vilket innebär att vattnet flödar genom totalt 2 vattendrag innan det når havet efter 88 kilometer. Avrinningsområdet består mestadels av skog (70 procent). Avrinningsområdet har 1,07 kvadratkilometer vattenytor vilket ger det en sjöprocent på 18,8 procent.